# ネヴィンノムイスク
座標: 北緯44度38分 東経41度57分 / 北緯44.633度 東経41.950度

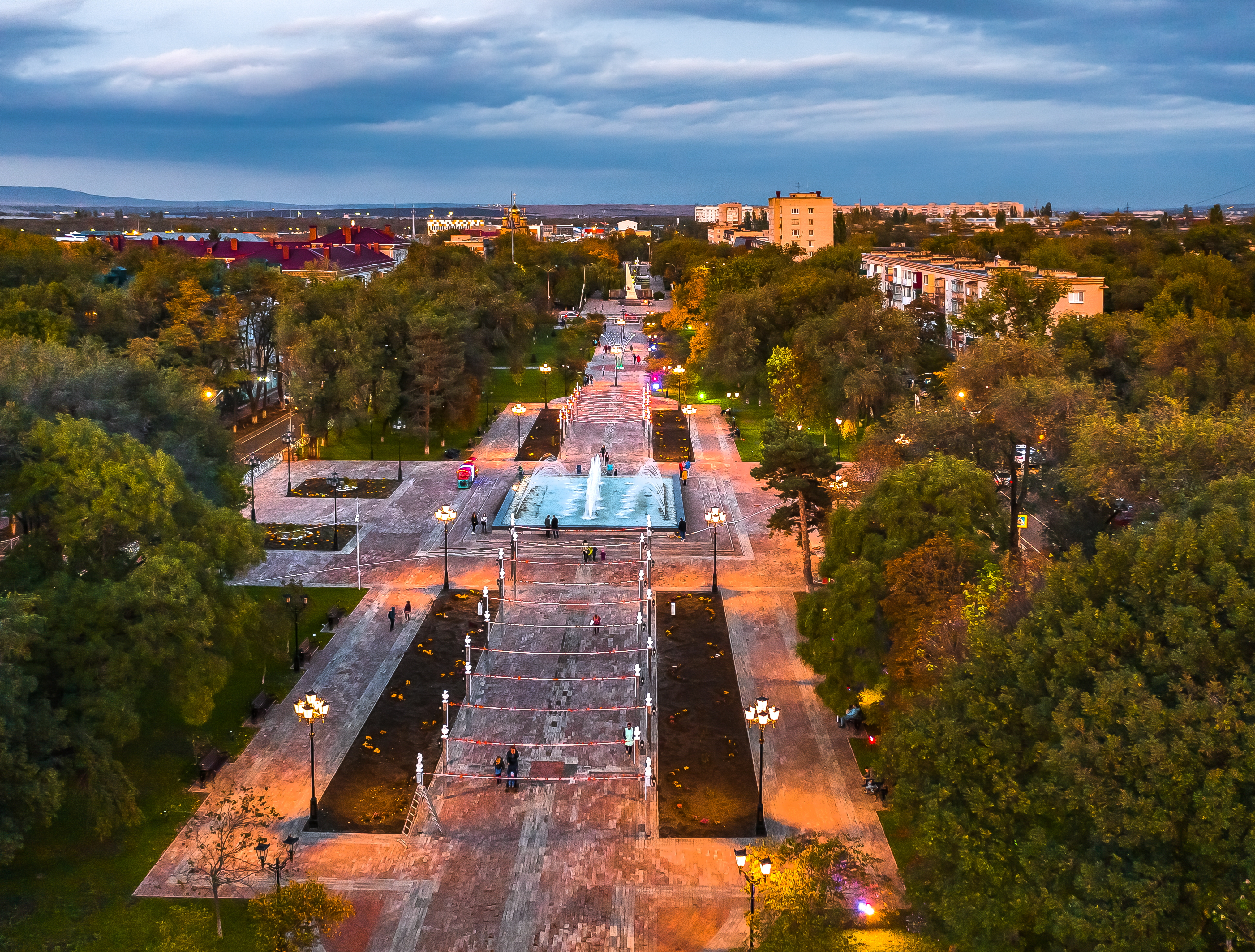

ネヴィンノムイスク（ロシア語: Невинномысск、ラテン文字転写：Nevinnomyssk）は、ロシア連邦スタヴロポリ地方の都市。人口は11万7562人（2021年）。
スタヴロポリから南に約55km、クバン川に大ゼレンチュク川が合流する地点に町が広がる。アルマヴィルとミネラリヌイエ・ヴォディを結ぶ鉄道の中継点であり、クバン川の右岸にネヴィンノムイスク駅、左岸にゼレンチュク駅がある。
1825年にコサックの集落として建設された。1939年に都市とされた。町の名前は、クバン川の支流のネヴィンカ川に由来する。

## 姉妹都市
- ベロヴォ、ブルガリア
- 光州市、大韓民国
- en:Pitsunda、アブハジア
- スムガイト、アゼルバイジャン

## リンク
- ネヴィンノムイスク市公式サイト（ロシア語）